# Drymonia macrantha
Drymonia macrantha är en tvåhjärtbladig växtart som först beskrevs av John Donnell Smith, och fick sitt nu gällande namn av D.N. Gibson. Drymonia macrantha ingår i släktet Drymonia och familjen Gesneriaceae. Inga underarter finns listade i Catalogue of Life.